# Charles de Morny

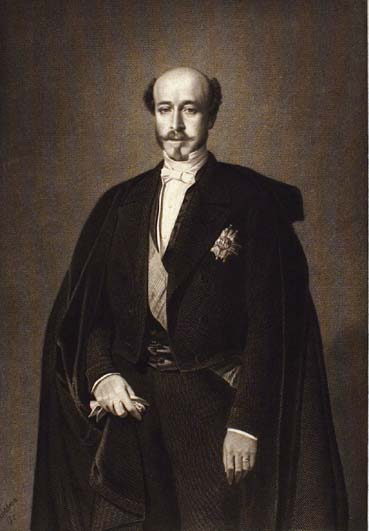
Charles de Morny

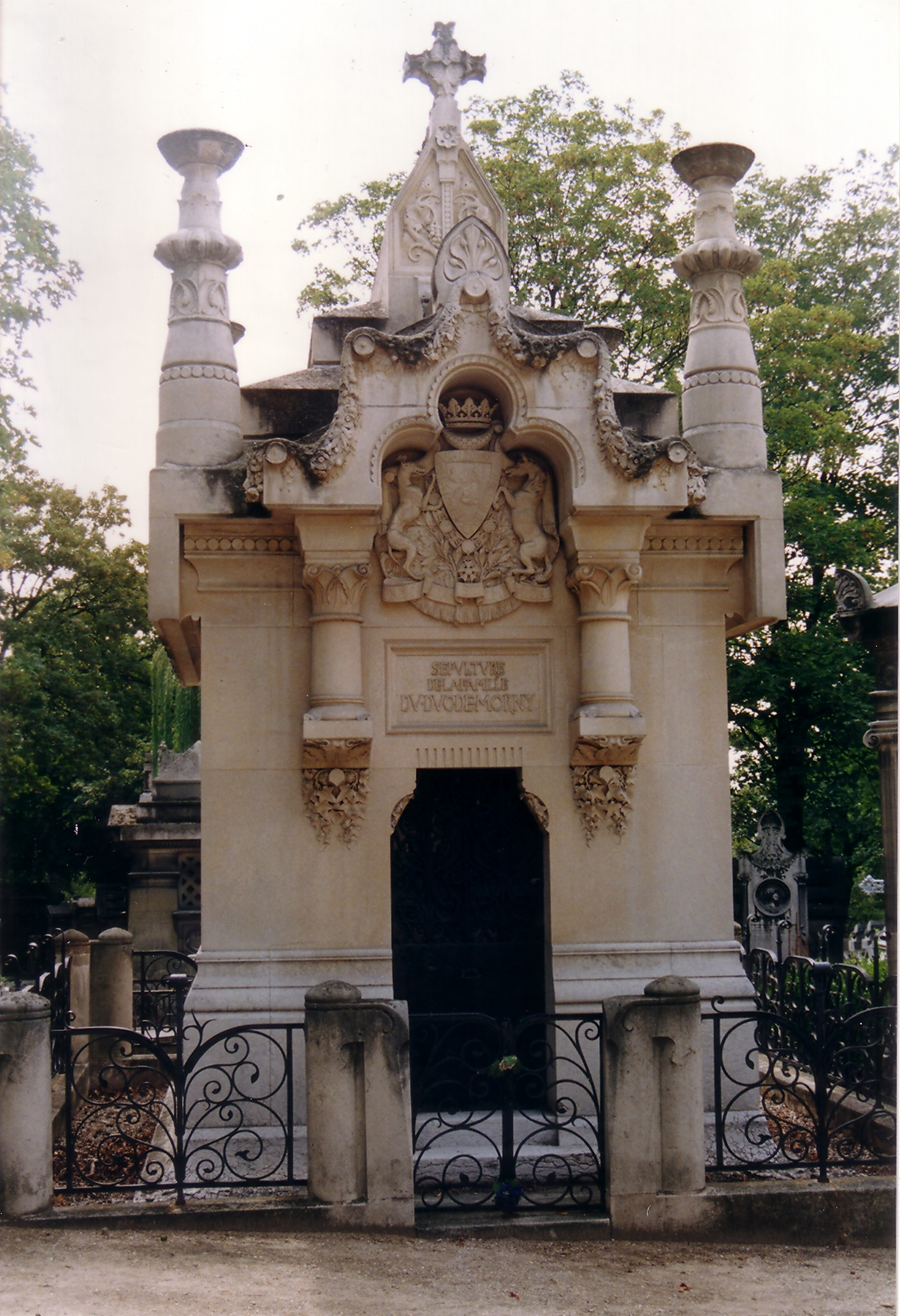
Grabmal auf dem Friedhof Père-Lachaise in Paris

Charles Auguste Louis Joseph de Morny, seit 1862 Herzog von Morny (französisch duc de Morny) (* 15. September 1811; † 10. März 1865) war ein französischer Unternehmer, Politiker, Kunstsammler und Halbbruder Napoleons III.

## Leben
Morny wurde vermutlich in Saint-Maurice im schweizerischen Kanton Wallis geboren. Seine Mutter war Hortense de Beauharnais, die Adoptivtochter von Napoleon Bonaparte und seit 1810 getrennt lebende Gattin von dessen jüngerem Bruder Louis Bonaparte, mit dem sie bereits drei Söhne gehabt hatte, darunter den späteren Kaiser Napoleon III. Sein Vater war General Charles Joseph, Graf von Flahaut, der Geliebte Hortenses; dieser wiederum angeblich ein natürlicher Sohn Talleyrands. Laut Geburtsregistereintrag vom 21. Oktober 1811 in Paris war Morny allerdings angeblicher ehelicher Sohn von Auguste Jean Hyacinthe Demorny, einem angeblichen Grundbesitzer aus Santo Domingo in der Dominikanischen Republik, der in Wahrheit Offizier mit Geburtsort Santo Domingo und ohne jeden Grundbesitz war.

### Beim Militär
Morny wuchs weitgehend in Frankreich auf, bei Adélaïde de Souza, verwitweter Comtesse de Flahaut, seiner Großmutter väterlicherseits, schaffte einen brillanten Schulabschluss und wurde Offiziersanwärter in der französischen Armee. Er absolvierte im Jahr darauf die Schule für Stabsoffiziere und wurde Leutnant. Der comte de Morny, wie er höflich genannt wurde, diente in Algerien von 1834 bis 1835 als Adjutant des Generals Camille Alphonse Trézel, dem er unter den Mauern von Constantine das Leben rettete.

### Als Unternehmer
Er blieb jedoch nicht bei der Armee, sondern kehrte zurück nach Paris. 1838 kaufte er eine Rübenzuckerfabrik bei Clermont-Ferrand/Auvergne und veröffentlichte die Schrift Sur la question des sucres, worin er für die Erhebung von Zöllen auf importierten Rohrzucker plädierte. Bei seinen geschäftlichen Aktivitäten wurde er unterstützt von Fanny Mosselman (1808–1880), Tochter des Industriellen François-Dominique Mosselman und Gattin des belgischen Botschafters Charles Le Hon sowie seine Geliebte, bis es in Paris nur noch wenige große Unternehmen gab, an denen er nicht beteiligt war.

### In der Politik
1842 gelang es Morny, Abgeordneter für Clermont-Ferrand zu werden. Er spielte zunächst keine wesentliche Rolle in der Parteipolitik, wurde aber gehört, sobald es um Industrie- und Finanzfragen ging. Er unterstützte das Regime von König Ludwig Philipp, weil jeder Umsturz seine kommerziellen Interessen gestört hätte, sympathisierte aber zugleich mit den Legitimisten, die den Grafen von Chambord als legitimen König von Frankreich betrachteten. Sein politischer Opportunismus wird in seiner Antwort auf die Frage deutlich, was er täte, wenn die Abgeordnetenkammer ausgefegt würde: Ich würde mich auf die Seite des Besens stellen.
Die Revolution von 1848 ruinierte ihn zeitweise. Nach der Wahl von Charles Louis Napoleon Bonaparte, seinem älteren Halbbruder, zum Staatspräsidenten (1849) wurde er in den inneren Machtzirkel um ihn aufgenommen und unterstützte ihn sehr effizient bei seinem Staatsstreich vom 2. Dezember 1851. Tags darauf wurde er zum Innenminister ernannt.
Nach sechs Monaten, während deren er bemerkenswerte Mäßigung im Umgang mit seinen politischen Gegnern gezeigt hatte, trat er zurück, angeblich, weil er die Konfiszierung des Vermögens der Familie Louis Philippes missbilligte, tatsächlich aber, weil ihm Napoleon, beeinflusst von Rivalen, übel nahm, dass er auf einer Zugehörigkeit zur Familie der Bonapartes bestand und daraus politische und gesellschaftliche Ansprüche ableitete. Er nahm seine unternehmerischen Aktivitäten wieder auf, und als er 1854 Präsident des Corps législatif wurde, was er bis zu seinem Tod blieb, nutzte er sein Amt, ohne es zu vernachlässigen, auch zur Förderung seiner Geschäfte.
1856 reiste Morny als Sondergesandter des Kaisers zur Krönung des Zaren Alexander II. Er erfüllte seine Mission mit verschwenderischer Pracht und brachte eine Ehefrau mit, Fürstin Sophie Trubezkoi, die durch ihre hohe Abkunft seine Stellung spürbar stärkte.
1862 erreichte Mornys Karriere ihren Höhepunkt mit seiner Erhebung in den Herzogsrang. Es wird behauptet, dass er den Thron von Mexiko anstrebte und dass Napoleons diplomatischer und militärischer Einsatz zugunsten des Erzherzogs Maximilian Mornys Pläne konterkarieren sollte.
Trotz gelegentlicher Meinungsverschiedenheiten blieb sein Einfluss auf seinen Halbbruder Napoleon groß. Dank seiner liberalen Positionen, die er beibehielt, war er in der Lage, der Sache des Kaisers auch bei Führern der Opposition zu dienen: der gefährlichste von ihnen, Émile Ollivier, wurde aufgrund von Mornys Bemühungen abgelöst. Aber während er die Grundlagen eines „liberalen Kaiserreichs“ schuf, ruinierte er seine Gesundheit durch den Stress in Politik und Geschäft, Vergnügen und Ausschweifung, aber auch durch seine Schwäche für Quacksalber. Der Kaiser und die Kaiserin besuchten ihn noch kurz vor seinem Tod in Paris am 10. März 1865. Den Sturz des Kaiserreichs 1870 erlebte er nicht mehr.
Seine jüngste Tochter Mathilde de Morny, Marquise de Belbeuf (1862–1944), erregte um die Jahrhundertwende Aufsehen durch ihre lesbische Beziehung zu der Schriftstellerin Colette.

## Kulturelle Aktivitäten
Morny betätigte sich auch in kultureller Hinsicht. Er sammelte Kunst und hinterließ eine wertvolle Gemäldesammlung. Daneben verfasste er Theaterstücke, darunter Sur la grande route, Les Bons conseils, La Manie des proverbes, M. Choufleuri restera chez lui le... und Finesses du matin, die er unter dem Pseudonym M. de St Rémy veröffentlichte. Doch hatte keines davon größeren Erfolg auf der Bühne.
Die Figur Mornys ist auch bekannt aus dem Stück Le Duc de Mora ou Le Nabab von Alphonse Daudet, der zeitweilig Sekretär bei ihm war.

## Auszeichnungen
- 1852: Großkreuz der Ehrenlegion
- 1862: Herzog von Morny